# Hammoon
Hammoon – wieś i civil parish w Anglii, w Dorset, w dystrykcie (unitary authority) Dorset. W 2001 civil parish liczyła 49 mieszkańców. Hammoon jest wspomniana w Domesday Book (1086) jako Hame.